# John Spencer, VIII conde de Spencer
Edward John Spencer, octavo Earl Spencer, (Londres, Inglaterra, 24 de enero de 1924-29 de marzo de 1992), conocido por el título de cortesía de vizconde Althorp hasta junio de 1975, fue un noble, oficial militar, cortesano y conde de Spencer desde la muerte de su padre, Alberto Eduardo Spencer, en 1975, hasta su fallecimiento, en 1992.

## Primeros años de vida
Lord Spencer nació como Edward John Spencer, vizconde de Althorp, el único hijo varón y el hijo menor de Albert Spencer, VII conde Spencer, y su esposa, lady  Cynthia Hamilton, segunda hija del tercer duque de Abercorn. Nació el 24 de enero de 1924 en la casa de su familia en 24 Sussex Square, Bayswater, Londres.

## Educación y carrera militar
Lord Spencer fue educado en el Colegio Eton, en la Real Academia de Sandhurst y en el Colegio Real de Agricultura. Lord Spencer combatió durante la Segunda Guerra Mundial de 1944 a 1945. Durante 1947 a 1950, sirvió como ayuda de campo al entonces gobernador de Australia Meridional, Malcolm Barclay-Harvey.

## Política y Servicios reales
Lord Spencer tuvo el puesto de canciller del Condado de Northamptonshire (1952), alto sheriff de Northamptonshire (1959) y juez de paz para Norfolk (1970). Sirvió como equerry para Jorge VI (1950-52) y para Isabel II (1952-54), y fue nombrado miembro de la Real Orden Victoriana en 1954.

### Primer matrimonio e hijos
El 1 de junio de 1954 se casó con La Honorable Frances Ruth Burke Roche (hija de Edmunde Burke Roche, IV barón Fermoy) en la Abadía de Westminster por Percy Herbert, obispo de Norwich.
Tuvieron cinco hijos:
- 1955: Elizabeth Sarah Lavinia Spencer.
- 1957: Cynthia Jane Spencer.
- 1960-1960: John Spencer (murió a las 10 horas de nacido).
- 1961-1997: Diana Frances Spencer
- 1964: Charles Edward Spencer.

El matrimonio se divorció en abril de 1969. Lord Spencer ganó la custodia de sus hijos.

### Segundo matrimonio
En 1976, se casó por segunda vez con Raine Spencer, condesa de  Chambrun, exesposa de Gerald Legge, 9.º Conde de Darthmouth. Raine era la hija de la novelista romántica Barbara Cartland.

## Títulos y tratamientos
| ● 1924-1975: | Edward Spencer, vizconde de Althorp |
| ● 1975-1992: | El 8.º conde de Spencer             |

## Muerte
Lord Spencer murió en el Hospital Humana, Wellington, Londres, a la edad de 68 años. Le sucedió su hijo Charles como 9.º Conde Spencer.